# Marie Louise de Marny
Marie Louise de Marny, född 1737, död 1794, är känd som älskarinna till kung Ludvig XV av Frankrike 1758.
Marie Louise de Marny var en av kungens alla älskarinnor som han höll i ett hus i Parc-aux-Cerfs. de Marny ska ha fått ett barn med kungen och gifte sig med den rike genuesiska bankiren Octave Marie Pie Giamboni (d. 1797) i ett äktenskap arrangerat av kungen. Hon tillerkändes en pension av Ludvig XV, som hon fick behålla under hans efterträdare. Hon blev arresterad under skräckväldet och avled i fängelset av den bröstcancer som hon led av vid tiden för arresteringen. 